# Zamek w Konkolnikach
Zamek w Konkolnikach – zamek wybudowany między XIV i XV w. przez Jakuba Strzemię, arcybiskupa halickiego.

## Historia
W owym czasie obiekt był stolicą największego klucza posiadłości arcybiskupów kościoła rzymskokatolickiego. W XV w. warownię odremontował arcybiskup Grzegorz z Sanoka, który 1476 r. odparł najazd Turków na zamek. Abp Grzegorz zmarł w 1479 r. po ataku apopleksji. Kolejne czasy m.in. burzliwy XVII w. to okres wielokrotnych ataków Kozaków, Tatarów i Turków. Warowni nie zawsze wtedy udawało się odeprzeć te napady i najazdy. Ponieważ biskupi przenieśli się do zamku w Dunajowie, a następnie do pałacu w Obroszynie, obiekt utracił swoją pozycję.